# Campo de Agripa

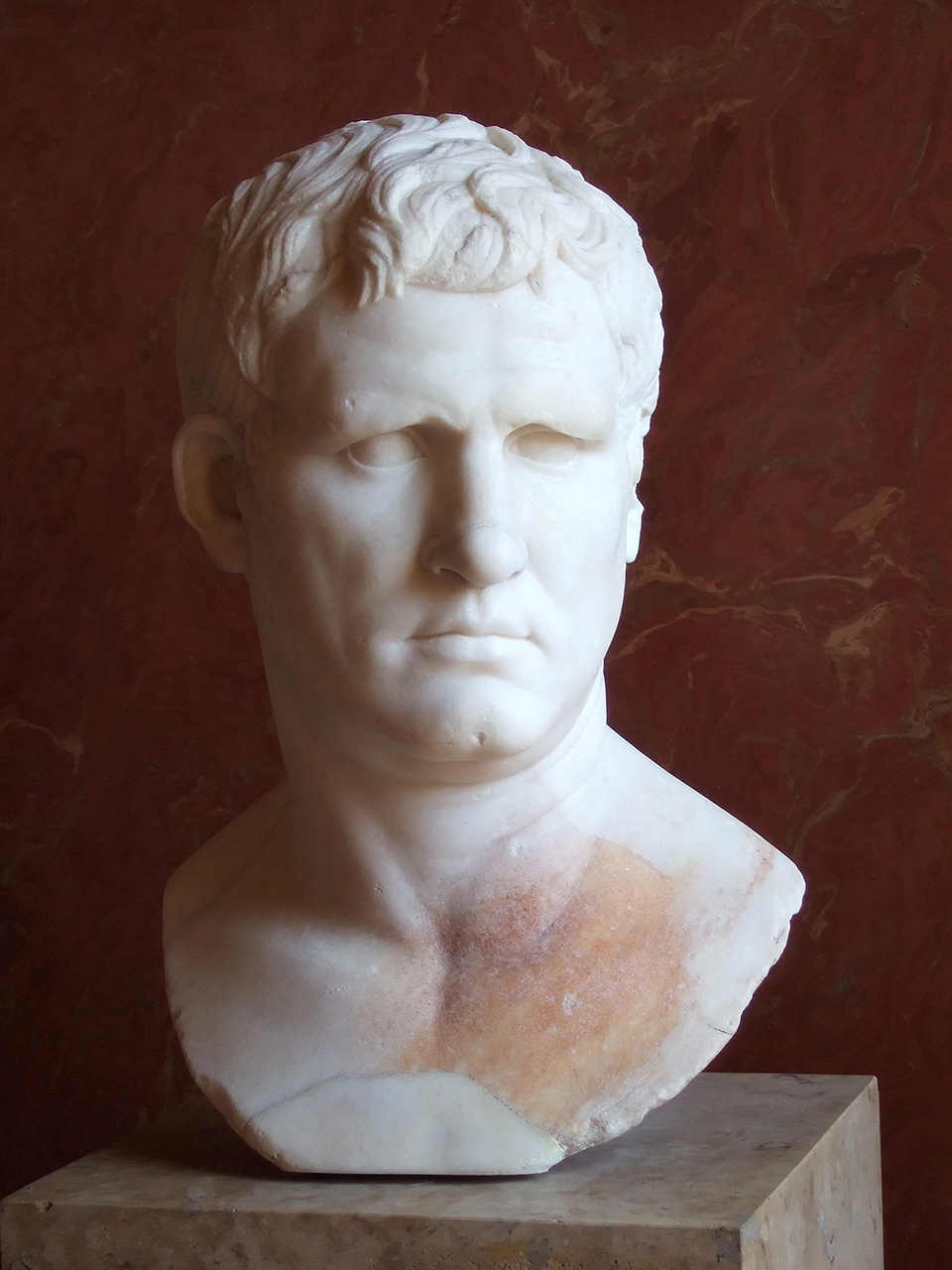
Busto de Marco Vipsânio Agripa, no Museu do Louvre

Campo de Agripa (em latim: Campus Agrippae) era uma extensa seção do Campo de Marte em Roma que teria sido estabelecida como uma espécie de parque e área para passeio pelo general Marco Vipsânio Agripa e terminada e dedicada pelo imperador Augusto (r. 27 a.C.–14 d.C.) em 7 a.C.. Segundo os Catálogos Regionais, o Campo de Agripa situava-se na Região VII - Via Lata. Nele havia o Pórtico de Vipsânia, erigido em honra da irmã de Agripa, Vipsânia Pola, que segundo Marcial situava-se próximo a uma porta, talvez a Porta Quirinal, visível de sua residência, que situava-se no clivo que levava do Templo de Quirino ao Templo de Flora.
O Campo de Agripa estendeu-se da linha do Água Virgem ao sul até ao menos a moderna Via São Cláudio ao norte, e da Via Lata até a encosta do Quirinal. Para Lawrence Richardson Jr., o campo estendeu-se da via que saiu da Porta Quirinal a oeste, grosseiramente acompanhando o trajeto da moderna Via das Quatro Fontes, à Via Lata a leste, e da moderna Via São Cláudio até a Muralha Serviana, isso caso Agripa tenha sido autorizado a incorporar parte do Pomério.